# Кагвас (Порторико)
Кагвас (шп. Caguas) је општина у америчкој острвској територији Порторико, острвској држави Кариба.

## Демографија
По попису из 2010. године број становника је 142.893, што је 2.391 (1,7%) становника више него 2000. године.
| Група             | 2000.           | 2010.           |
| Белци             | 847 (0,6%)      | 852 (0,6%)      |
| Афроамериканци    | 8.732 (6,2%)    | 15.701 (11,0%)  |
| Азијати           | 183 (0,1%)      | 266 (0,2%)      |
| Хиспаноамериканци | 139.359 (99,2%) | 141.668 (99,1%) |
| Укупно            | 140.502         | 142.893         |